# Bozveliisko, Varna
Bozveliisko (în bulgară Бозвелийско) este un sat în comuna Provadia, regiunea Varna,  Bulgaria. 

## Demografie
Componența etnică a satului Bozveliisko
     Bulgari (57,17%)
     Romi (33,83%)
     Turci (5,58%)
     Nicio identificare (3,17%)
     Altele (0,22%)
La recensământul din 2011, populația satului Bozveliisko era de 1.324 locuitori. Din punct de vedere etnic, majoritatea locuitorilor (57,17%) erau bulgari, existând și minorități de romi (33,83%) și turci (5,58%). Pentru 3,17% din locuitori nu este cunoscută apartenența etnică.